# 뮌스터교
뮌스터교(독일어: Münsterbrücke)는 스위스 취리히시에 있는 리마트강 위의 보행자와 도로 다리이다. 국가 및 지역적으로 중요한 스위스 문화재 목록에 등재되어 있다. 그것은 두 개의 뮌스터(수도원), 프라우뮌스터와 그로스뮌스터의 이름을 따서 간접적으로 명명되었다.

## 지리
뮌스터브뤼케는 중세 도시 취리히의 역사적 중심지에서 뮌스터호프와 리마트콰이를 연결하는 리마트강을 건너고 있다. 이 다리는 리마트강 위로 놓인 콰이교 아래, 라트하우스교 위의 두 번째 다리이다.

## 교통
취리히 트램 라인 2, 4, 15가 리마트콰이에서 이곳을 지나서 운행된다. 취리히호 해운(ZSG)과 리마트강 투어 보트가 그 아래를 지나간다. 개별 운송은 해당 지역이 취리히 보행자 구역의 일부이기 때문에 상류 리마트콰이(벨뷰 광장), 리마트강 상류 및 뮌스터호프 사이의 도로 운송 사용으로 제한된다.

## 건축물
1835년 취리히 시 상인회 수석 엔지니어인 알로이스 네그렐리는 건축가인 콘라트 슈타들러와 요한 야콥 로허-오에리와 협력하여 다리 건설을 시작했다. 누가 정교한 나무 비계를 설계했다. 다리의 기초는 약 6,100톤의 무게를 견디기 위해 최대 15.6m 길이의 오크 더미 472개를 기반으로 했다. 기초는 콘크리트로 채우고 말뚝 사이의 공간은 자갈로 보강했다. 그 위에 코퍼댐과 케이슨이 세워지고 시멘트 모르타르 위에 놓인 사암 판으로 보강되었다. 구조는 내경이 15m이고, 높이가 리마트강 수위보다 2.1m 높은 4개의 평평한 아치와 이전 수로 위 9.9m의 다섯 번째 아치로 구성되어 있다. 구 콘하우스 프라우뮌스터 교회 맞은편 건물. 아치 사이의 기둥은 직경이 2.4m이며, 시멘트 층으로 보호되고 검은색 쥐라산맥 대리석으로 마감되어 있다. 도로의 기둥과 처마 장식 및 돌은 고트하르트 대산괴 화강암으로 만들어졌다. 주철 난간은 바덴 대공국에서 생산되었다.
현재의 다리는 양쪽에 2개의 차선과 보도가 있지만 리마트콰이와 뮌스터호프 사이의 도로 교통이 제한되어 보행자와 자전거 다리로 일반적으로 사용된다.

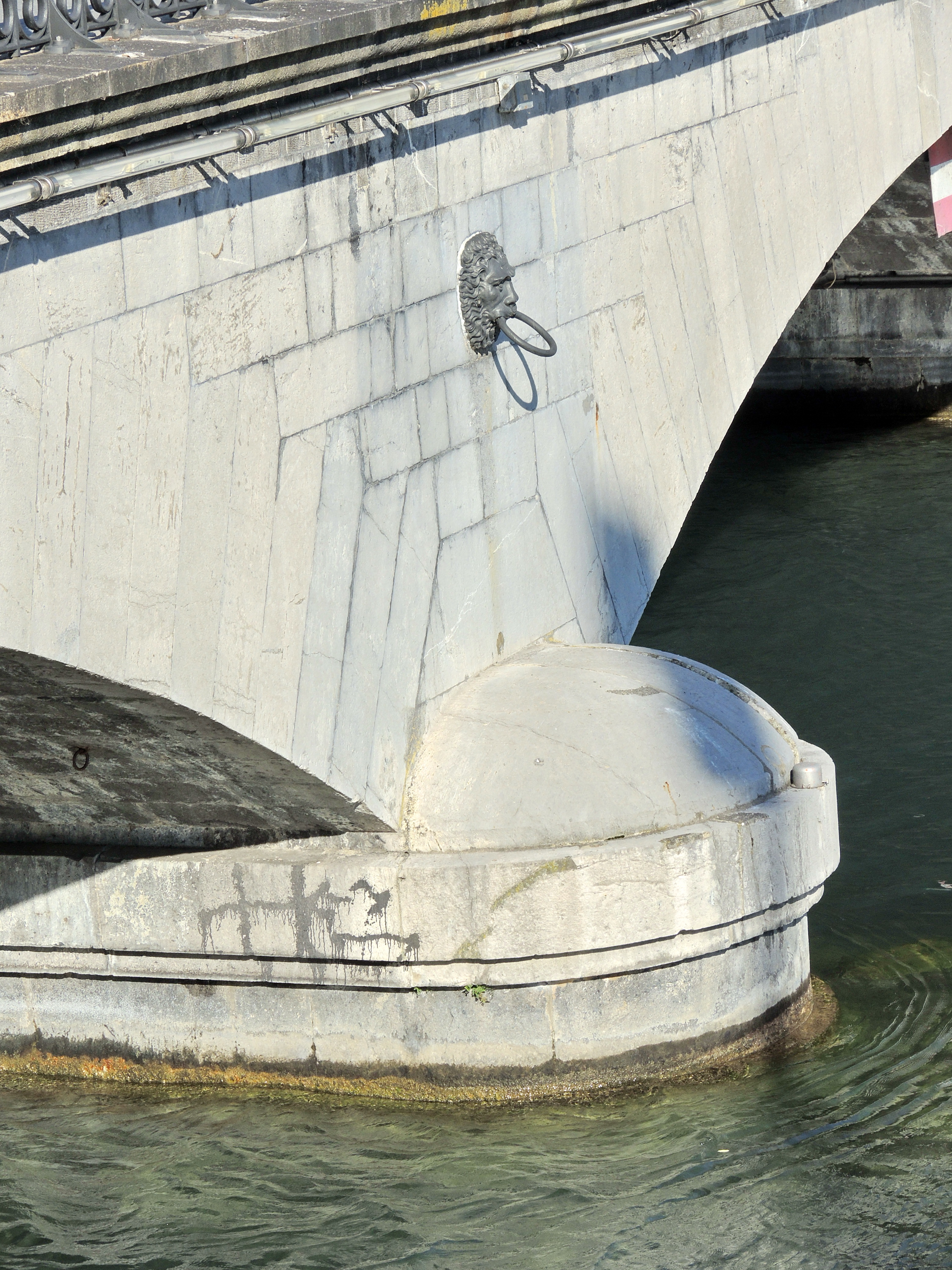
다리의 지지대 중 하나
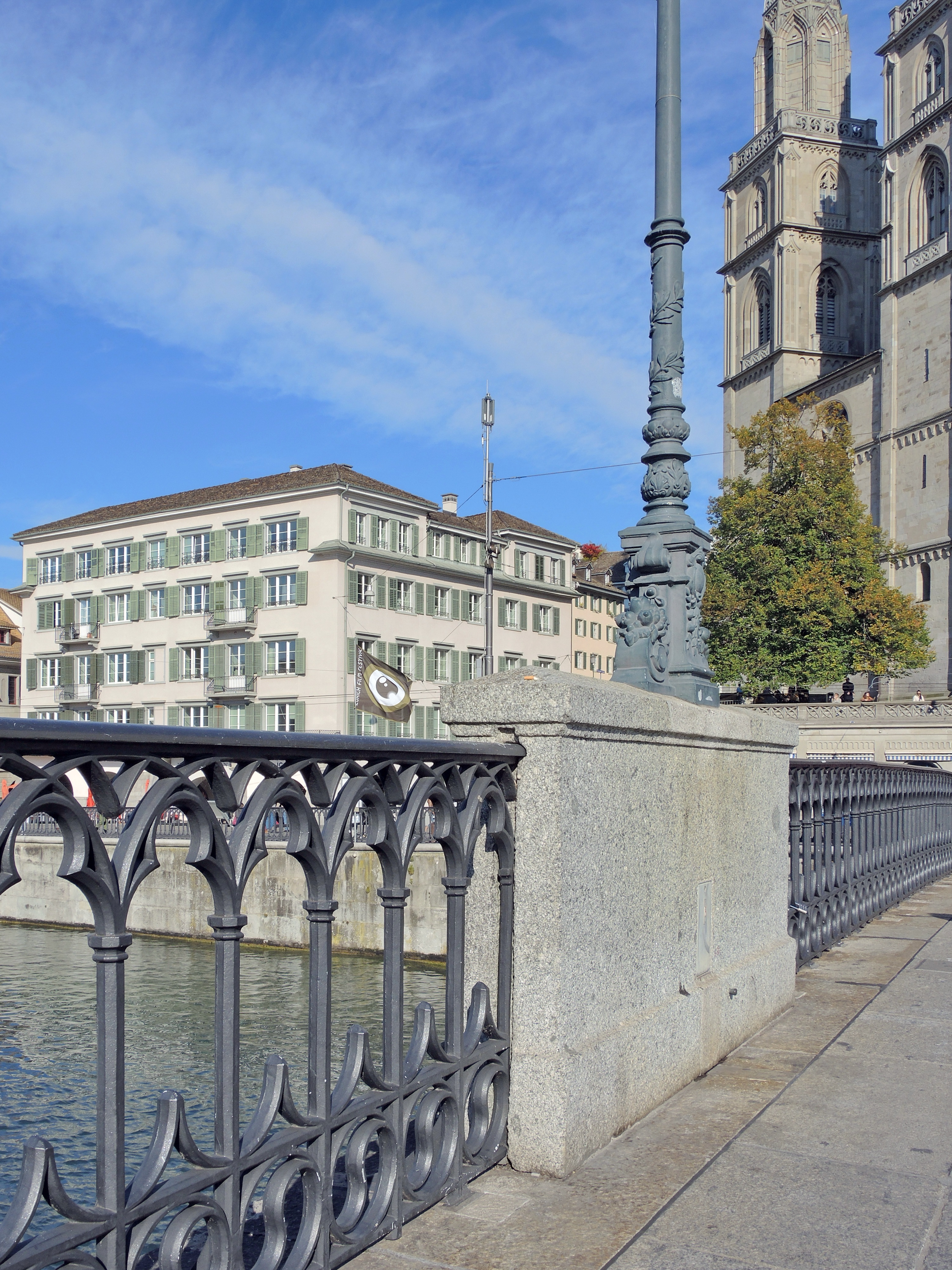
철로 주조된 난간
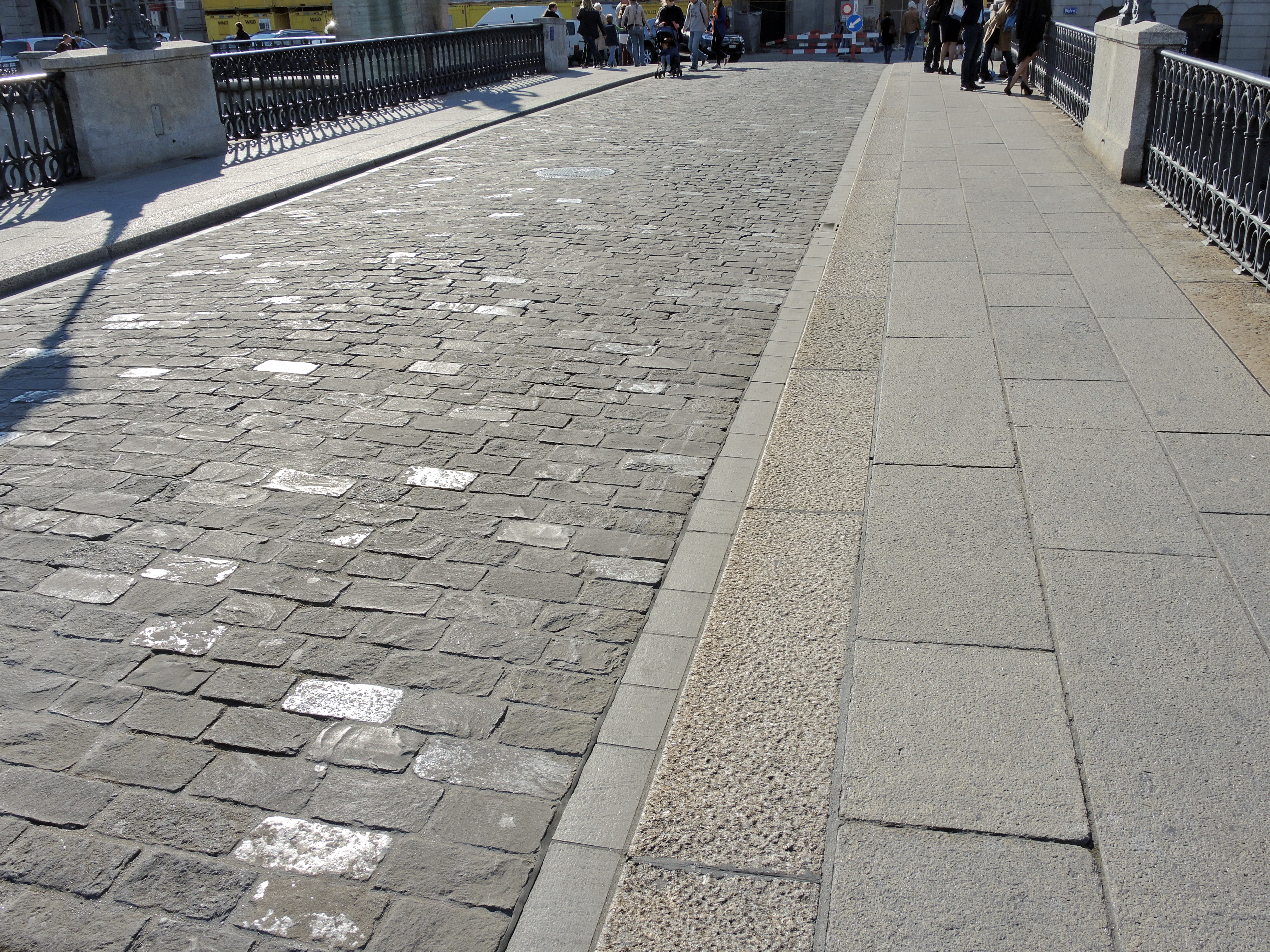
고트하르트 대산괴의 화강암으로 만들어진 도로
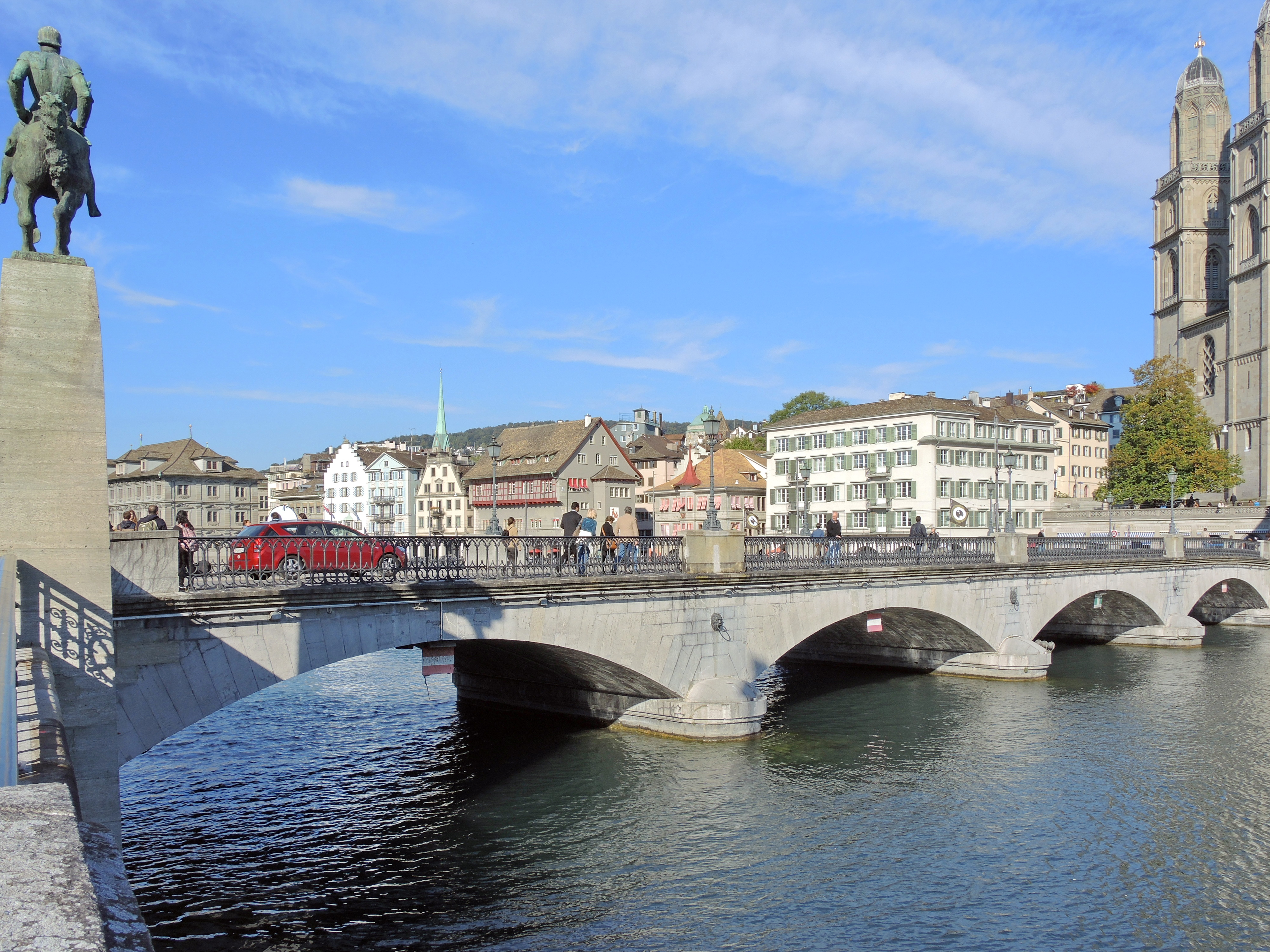
슈타트하우스콰이에서 내려다 본 풍경

다섯 번째 아치교 위로 1897년 철거된 옛 프라우뮌스터 콘하우스(곡물창고)가 있던 자리에 1937년 4월 6일 켐벨 길드에 의해 프라우뮌스터 교회 앞에 있는 한스 발트만 승마 기념비가 세워졌다.

## 역사
위치에서 가장 오래된 다리는 로마 시대에 지어졌으며, 중세 취리히에서는 오베레 브뤼케(상단 다리)라고 불리는 목조 다리가 리마트강의 두 강변을 연결했다. 1836년과 1838년 사이에 이전의 목조 다리는 돌다리로 대체되었다. 알루아스 네그렐리는 오늘날에도 여전히 존재하는 다리 건설을 설계하고 감독했다. 그것은 1838년 8월에 개통되었다. 다리는 리마트강의 교통을 혼잡하게 했고, 그래서 당시 ‘현대적’인 취리히에서의 육로 연결은 좁은 중세의 라이히스트라세를 대체하여 시급히 필요했다. 현재 라트하우스브뤼케 교차로 방향. 따라서 리마트의 동쪽 해안에 현재 리마트콰이의 구간이 동시에 건설되었다.
1861년부터 프라우뮌스터 곡물 창고는 1881년 시나고게 취리히 뢰벤스트라세가 세워질 때까지 취리히의 유대인 시민의 베트라움이라는 수많은 빈 방 중 하나에 임시로 보관되었다. 1901년 5월까지 그리고 1910년과 1924년 사이에는 트램도 있었다. 다리를 건너 파라데플라츠로 향한다. 원래 구조는 여러 번 수리되었으며, 가장 최근에는 1990년대 후반에 수리되었다.

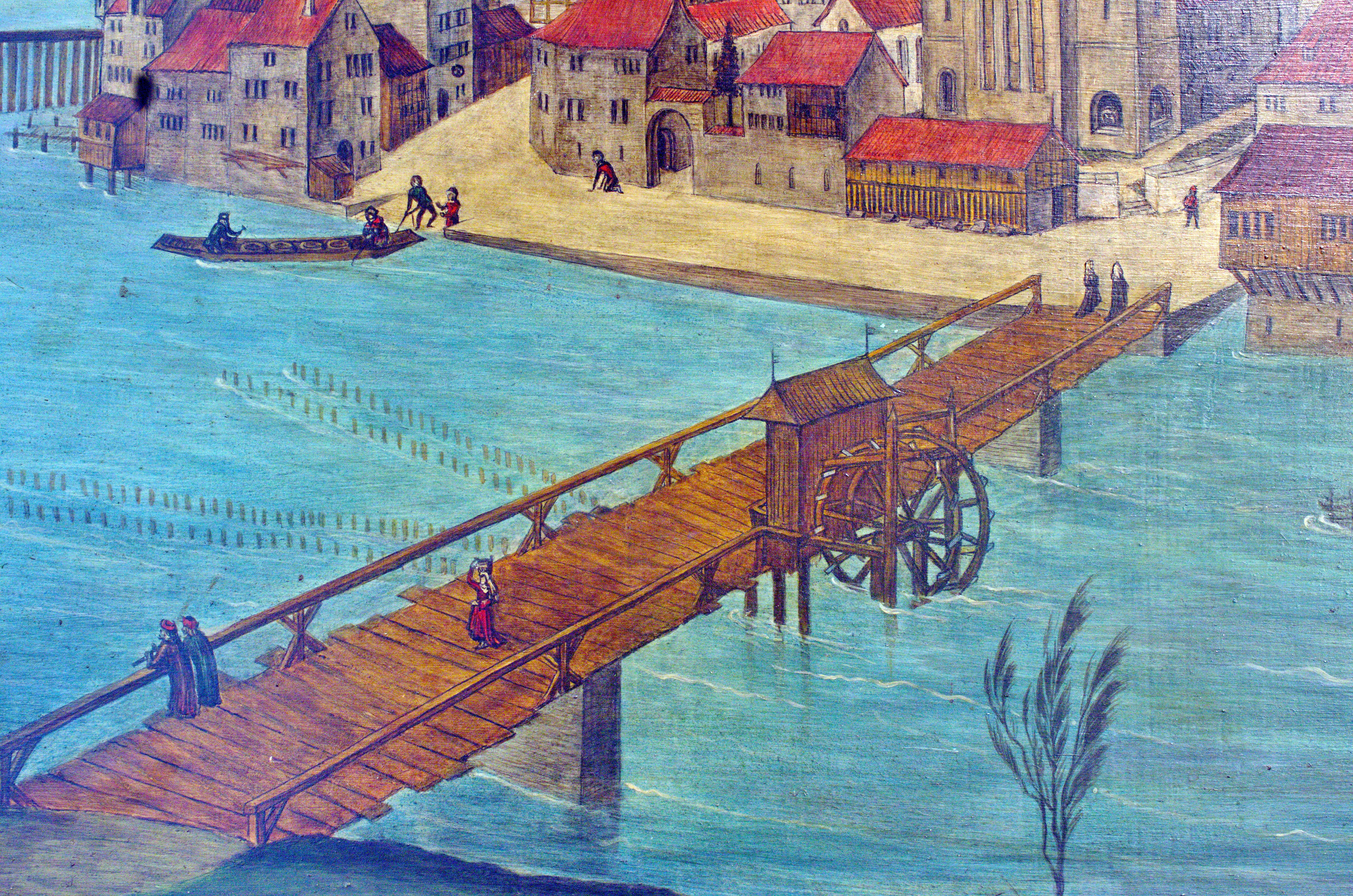
뮌스터호프/프라우뮌스터와 그로스뮌스터 사이에 목조 중세 다리(오베레 브뤼케) (Altarbild by 한스 로이, 15세기 후반)
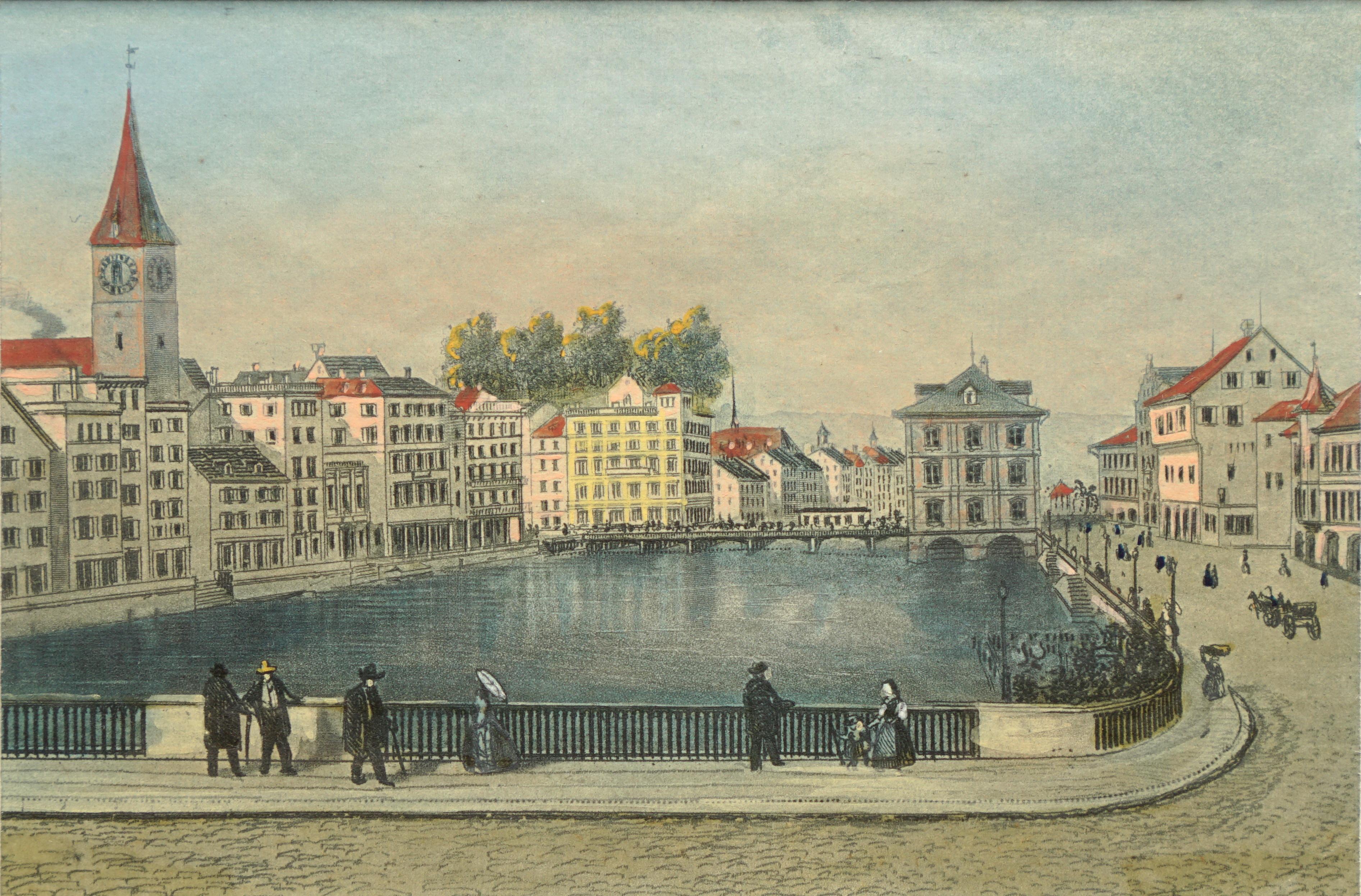
1882년경 뮌스터브뤼케에서 하류로 본 풍경 : St. Peter, Haus zum Schwert (centre), 라트하우스교, 취리히 시청, 하우스 춤 뤼덴. Etching by Heinrich Müller
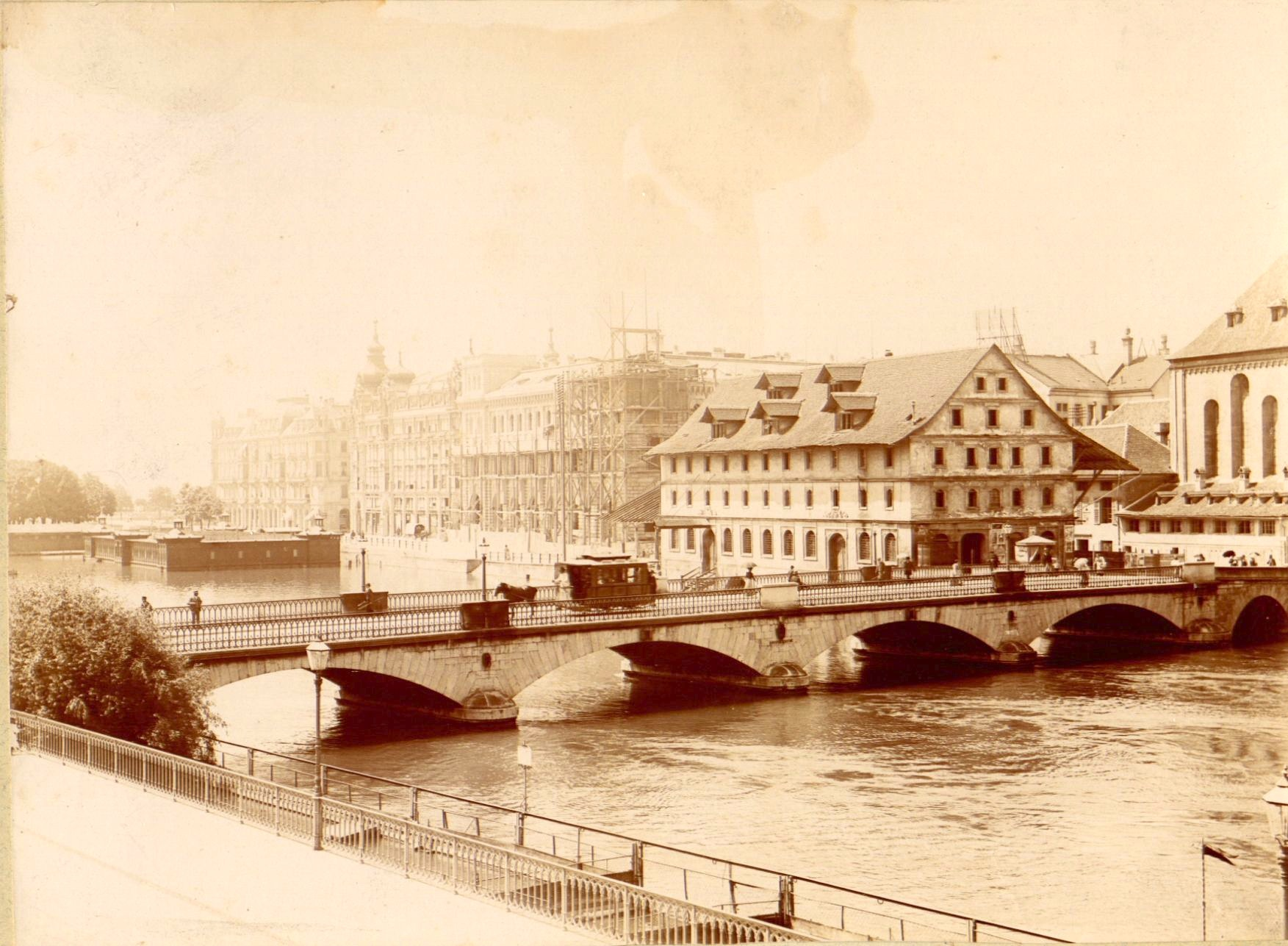
마차철도가 깔린 뮌스터브뤼케, 1896년경

## 국가중요문화재
뮌스터브뤼케는 스위스 국가 및 지역 중요 문화재 목록에 A급 국가 중요 문화재로 등재되어 있다.